# Yrjö Saarela
Yrjö Saarela (Oulu, Ostrobótnia do Norte, 13 de julho de 1882 — Liminka, Ostrobótnia do Norte, 30 de junho de 1951) foi um lutador de luta greco-romana finlandês.

## Carreira
Foi vencedor da medalha de ouro na categoria acima de 82,5 kg em Estocolmo 1912.
Foi vencedor da medalha de prata na categoria de 93 kg em Londres 1908.